# Rootsi (Lääneranna)
Rootsi is een plaats in de Estlandse gemeente Lääneranna, provincie Pärnumaa. De plaats heeft de status van dorp (Estisch: küla) en telt 8 inwoners (2021).
Tot in oktober 2017 viel Rootsi onder de gemeente Lihula, provincie Läänemaa. In die maand werd Lihula bij de gemeente Lääneranna gevoegd. Daarmee verhuisde de gemeente Lihula meteen naar een andere provincie.
Ten zuidwesten van Rootsi ligt het natuurpark Lihula maastikukaitseala (66,5 km²).

## Geschiedenis
In de middeleeuwen heette Rootsi Rottsze. In 1525 behoorde het dorp onder de naam Rosskull tot de bezittingen van het cisterciënzer nonnenklooster in Lihula, dat tijdens de Lijflandse Oorlog (1558-1583) vernield werd. Daarna lag het dorp op het landgoed Kiwiszell (Kasari). In 1564 heette het dorp Roitzi, in 1565 Rozßi by (by is Zweeds voor ‘dorp’) en in 1797 Rootzikül.
De naam Rootsi (Estisch voor Zweden) wijst erop dat het dorp door Zweden werd gesticht.
Er was een station Rootsi aan de smalspoorlijn van Rapla naar Virtsu (1931-1968), maar dat lag op het grondgebied van het buurdorp Seira.
Tussen 1977 en 2014 maakte Rootsi deel uit van Seira.